# Ectropis bistortata
Ectropis bistortata là một loài bướm đêm trong họ Geometridae.